# Hôpital Ibn Zohr
L'hôpital Ibn Zohr est un petit CHR (centre hospitalier régional) situé à Marrakech. Il s'agit d'un hôpital historique de la ville, inauguré en 1913, doté d'une capacité réduite de 95 lits.
L'hôpital est situé dans le sud de la ville, à l'extrémité ouest de la médina de Marrakech, jouxtant au sud les jardins de la Mamounia, au nord le cimetière de l'Imam Souhaili et à l'ouest le quartier de Sidi Mimoun.

## Historique
L'hôpital a été le premier hôpital moderne de la ville. Il a été inauguré en 1913 sous le nom d'hôpital Mauchamp, du nom d'Émile Mauchamp, médecin français dont l'assassinat en 1907 servit de prétexte à l'intensification de la pression coloniale française. Sa capacité initiale était de 20 lits. Il a été agrandi dès 1915 pour atteindre une superficie de 3 hectares et en 1917, il atteint déjà une capacité de 147 lits. C'est alors l'hôpital général de la ville, statut qu'il conserve jusque dans les années 1940.
A l'indépendance, l'hôpital est rebaptisé du nom d'Ibn Zuhr, médecin andalous aussi connu en français sous le nom d'Avenzoar. En 1973, la maternité est transférée vers l'hôpital Ibn Tofail et en 1980, c'est au tour de la chirurgie. L'hôpital se voue alors à la pédiatrie. En 1984, la capacité de l'hôpital est portée à 400 lits.
Depuis l'inauguration du CHU Mohammed VI, et spécifiquement celle de l'hôpital Mère-enfants en 2008, l'hôpital Ibn Zohr apparaît négligé.

## Crise du Covid-19
En avril 2020, les autorités de la ville décident de consacrer l'hôpital aux patients atteints du virus. Isolé des établissements du CHU Mohammed VI, cette politique vise à éviter les transmissions nosocomiales du Covid-19. Mais l'inadéquation de cet hôpital vétuste et sous-doté (12 lits de réanimation seulement) entraînent des démissions en cascade des directeurs et des sit-ins du personnel, en particulier au mois d'août, lors du pic épidémique. Le sort de l'hôpital suscite l'émotion à Marrakech et dans tout le pays.